# Йохан Георг I фон Мансфелд-Айзлебен
Йохан Георг I фон Мансфелд-Айзлебен (на немски: Johann Georg I von Mansfeld zu Eisleben; * 1515; † 14 август 1579 в Дрезден) е граф на Мансфелд-Айзлебен.
Той е син на граф Ернст II фон Мансфелд-Фордерорт (1479 – 1531) и втората му съпруга Доротея фон Золм-Лих (1493 – 1578), дъщеря на граф Филип фон Золмс-Лих (1468 – 1544) и графиня Адриана фон Ханау (1470 – 1524).
Той има общо двадесет и един братя и сестри. Брат е на Петер Ернст I фон Мансфелд-Фридебург (1517 – 1604), Йохан Албрехт VI фон Мансфелд-Арнщайн (1522 – 1586), Йохан Хойер II (1525 – 1585), граф на Мансфелд-Артерн, Йохан Ернст I фон Мансфелд-Фордерорт-Хелдрунген († 1575) и на Йохан Гебхард I († 1562), архиепископ на Кьолн (1558 – 1562). Полубрат е на Филип II фон Мансфелд-Борнщет (1502 – 1546).

## Фамилия
Йохан Георг I се жени 1541 г. за Катарина фон Мансфелд-Хинтерорт (* 1520/1521; † 26 май 1582), дъщеря на граф Албрехт VII фон Мансфелд-Хинтерорт и графиня Анна фон Хонщайн-Клетенберг. Те имат 12 деца:
- Филип (1542 – 1564)
- Ернст (IV/III) (1544 – 1609), 1579 г. наследява баща си
- Мария (1545 – 1588/1600), омъжена I. на 1 септември 1560 г. в Айзлебен за граф Адолф фон Сайн (1538 – 1568); II. пр. 1574 г. за фрайхер Петер Ернст I фон Крихинген (1547 – сл. 1607)
- Анна (ок. 1560 – 1621), омъжена на 15 декември 1560 г. в замък Мансфелд за граф Йохан Филип I фон Лайнинген-Дагсбург-Харденбург (1539 – 1562)
- Агнес (1551 – 1637), омъжена на 2 февруари 1583 г. в Бон за Гебхард I фон Валдбург (1547 – 1601), архиепископ на Кьолн
- Доротея (1552/55 – 1601), омъжена 1581 г. за граф Йохан Кристоф фон Даун-Грумбах (1555 – 1585)
- Хойер Кристоф (1554 – 1587)
- Катарина (1555 – 1637), омъжена 1577 г. за Карел з Вартемберка († 1612)
- Петер Ернст (1556 – 1587)
- Йобст (1558 – 1619), (от 1561 сляп), граф на Мансфелд-Айзлебен, женен 1592 г. за Анна фон Кьонитц († 1637)
- Естер († сл. 1605), омъжена пр. 22 септември 1592 г. за фрайхер Георг II фон Крихинген († 1607)
- Сибила (1560 – ?), омъжена за Адам фон Славата